# Christian Bartsch
Christian Bartsch (* 1. Dezember 1928 in Klein Polkwitz, Schlesien; † 31. Juli 2015) war ein deutscher Ingenieur, Fachjournalist, Buchautor und Herausgeber.

## Leben
Als Jugendlicher wurde Christian Bartsch während des Zweiten Weltkrieges zur Marine eingezogen. Nach einer zweimonatigen Gefangenschaft nahm er kurz nach seiner Entlassung im Juli 1945 bei den Berlin-Lübecker Maschinenfabriken eine Arbeit an. Nach einem Maschinenbaupraktikum in Sachsen-Anhalt machte Bartsch 1947 die Gesellenprüfung zum Autoschlosser. Im Anschluss daran besuchte er für zwei Jahre die Oberschule und absolvierte 1949 erfolgreich die Abiturprüfungen in Weißenfels. Nach Maschinenbau-Studium an den Technischen Hochschulen Dresden und Berlin wurde Bartsch 1954 Projekt-Ingenieur bei Lurgi in Frankfurt am Main. Von 1955 bis 1961 beschäftigte er sich in einem Berliner Ingenieurbüro mit der Entwicklung von Zweitaktmotoren sowie mit der Mess-, Steuerungs- und Regelungstechnik.
Während dieser Zeit verfasste er bereits die ersten Fachbeiträge für die VDI nachrichten. Da er sich zum Journalismus hingezogen fühlte, nahm er 1961 eine Stelle als Technischer Redakteur bei der Motor Rundschau in Frankfurt am Main an. Dort stieg er bis zum stellvertretenden Chefredakteur auf. Im Anschluss daran wechselte er 1970 als freier-fester Mitarbeiter zum Scope-Journal des Hoppenstedt-Verlags in Darmstadt (heute Scope Industriemagazin für Produktion und Technik, WEKA-Verlagsgruppe). Parallel dazu schrieb Bartsch auch für Fachzeitschriften wie Automobil Revue, Krafthand, und für Zeitungen wie die FAZ, dort insbesondere in der Beilage Technik und Motor. Im Jahre 1976 wurde er selbstständiger Journalist, schrieb aber weiterhin für das Scope-Journal sowie für die Schwester-Fachzeitschrift handling des Hoppenstedt-Verlags.
Er verfasste auch Artikel in Automobil Industrie und kfz-betrieb vom Vogel-Verlag und verschiedene Fachbücher; er war Herausgeber des Fachbuches Ein Jahrhundert Motorradtechnik (VDI Verlag, 1987, ISBN 3-18-400757-X).
Im Alter widmete er sich mehr und mehr auch allgemeinwissenschaftlichen Themen. Im Jahr 2007 veröffentlichte er z. B. den Artikel Wider die Klimahysterie: Mehr Licht im Dunkel des Klimawandels, in dem er vor einer drohenden „Klimadiktatur“ warnte, die alle Lebensbereiche betreffen und die Demokratie bedrohen würde. Der Klimatologe Stefan Rahmstorf kritisierte diverse Falschaussagen in dem Artikel.

## Sonstiges
Christian Bartsch hatte zudem einige neue Entwicklungen im Bereich der Zweitaktmotoren getätigt, die er sich patentieren ließ. Weitere Patentarbeiten beziehen sich auf die Gemischbildung in Viertaktmotoren und auf Radaufhängungen. In den Motor Presse Club e. V. in Sulzbach am Taunus trat Christian Bartsch 1975 ein und agierte dort aktiv bis zu seinem Tode. Darüber hinaus war er im Verband der Motorjournalisten tätig.

## Privates
Christian Bartsch lebte bis zu seinem Tode jahrelang im hessischen Dieburg und hatte drei Kinder.